# Kredietbank Nederland
Kredietbank Nederland is een van de grootste landelijk werkende kredietbanken van Nederland.
De bank is in 2009 ontstaan door een fusie van GKB Friesland (voorheen Stichting Volkskrediet Leeuwarden) en Stadsbank Midden Nederland. Stadsbank Midden Nederland is op zijn beurt ontstaan door samenvoeging van Stichting Volkskredietbank Gooi en Vechtstreek en Stadsbank Amersfoort. Later zijn daar ook Kredietbank Midden Langstraat Waalwijk, Kredietbank Purmerend en GKB Vlaardingen in opgegaan. In 2011 is de Kredietbank Noord-West uit overgenomen van de gemeente Alkmaar. De feitelijke historie van Kredietbank Nederland gaat daarmee terug naar 1951, toen werd begonnen met sociale kredietverlening.
De bank verzorgt voor 120 gemeenten de sociale kredietverstrekking en in de helft van die gemeenten tevens (geheel of gedeeltelijk) de schuldhulpverlening. De bank is statutair gevestigd in Leeuwarden.